# Гучність звуку

Криві рівних гучностей

Гу́чність зву́ку (англ. loudness) — суб'єктивне сприйняття сили звуку (абсолютна величина слухового відчуття) людини з нормальним слухом.

## Загальний опис
Гучність головним чином залежить від звукового тиску, амплітуди і частоти звукових коливань. Також на гучність звуку впливають його спектральний склад, локалізація в просторі, тембр, тривалість дії звукових коливань і інші фактори.
Одиницею абсолютної шкали гучності є сон. Гучність в 1 сон — це гучність безперервного чистого синусоїдального тону частотою 1 кГц, що створює звуковий тиск 2 мПа.
Рівень гучності звуку (англ. loudness level L) — відносна величина, що вимірюється у фонах і чисельно дорівнює рівню звукового тиску (в децибелах — дб), створюваного синусоїдальним тоном частотою 1 кГц такої ж гучності. Для інших частот використовують виправлення з таблиці або спеціального графіку — кривих рівних гучностей, що являє собою стандартизоване (ISO 226) сімейство кривих, називаних також ізофонами.

## Залежність гучності від тривалості звуку
Суб'єктивне відчуття гучності залежить не тільки від інтенсивності, але і від тривалості звуку. Встановлено, що слуховий апарат людини сприймає гучність інтегровано з вікном у 600–1000 мс. Наприклад, звук однакової інтенсивності сприйматиметься гучнішим по мірі зростання його тривалості до 20, 50, 100, 200 мс і досягне сталого значення при тривалості ~1000 мс. Для довших звуків кожен момент його сприйняття оцінюватиметься середнім значенням останніх 600–1000 мс звучання.
Для протяжних звуків гучність часто апроксимується степеневою функцією з показником 0,6 на графіку залежності від звукового тиску та показником 0,3 на графіку залежності від інтенсивності. Зроблені пізніше точніші вимірювання показали, що гучність росте швидше (з більшим показником) на низьких та високих рівнях та повільніше (з меншим показником) на середніх рівнях. 